# Verena Lepper
Verena M. Lepper (* 1973 in Mönchengladbach) ist eine deutsche Ägyptologin, Papyrologin und Semitistin.

## Leben
Nach ihrem Abitur am Kaiser-Karls-Gymnasium studierte die Tochter des Aachener Stadtarchivdirektors Herbert Lepper ab 1992 Ägyptologie, Semitistik sowie Sprachen und Kulturen des Christlichen Orients und Alttestamentliche Wissenschaften in Bonn, Köln, Tübingen und Oxford. Ihr Promotionsstudium absolvierte sie an den Universitäten Bonn und Harvard. Von 1993 bis 2004 war sie Stipendiatin der Studienstiftung des deutschen Volkes und wurde 2005 an der Rheinischen Friedrich-Wilhelms-Universität Bonn mit einer Arbeit zum Papyrus Westcar promoviert. Als Postdoctoral Fellow war sie anschließend an den Universitäten Bonn, Harvard und Oxford tätig, unter anderem im Rahmen des von der DFG geförderten Projekts Die aramäo-jüdische Gemeinde von Elephantine. Seit 2008 ist Verena Lepper Kuratorin der ägyptisch-orientalischen Papyrussammlung des Ägyptischen Museums der Staatlichen Museen zu Berlin. Seit dem Sommersemester 2011 ist sie zudem Lehrbeauftragte für Ägyptologie an der Freien Universität Berlin, und im Februar 2013 wurde sie zur Honorarprofessorin für Ägyptische und Orientalische Papyri und Handschriften der Theologischen Fakultät der Humboldt-Universität zu Berlin bestellt.
Leppers Forschungsschwerpunkte liegen auf dem Gebiet der ägyptischen und orientalischen Papyrusforschung, der Literatur, Religion und Sprache sowie der Kunst-, Kultur und Wissenschaftsgeschichte. Zu diesen Themenfeldern hat sie zahlreiche Bücher und Aufsätze publiziert. Ende 2014 erhielt Lepper einen mit 1,5 Mio. Euro für fünf Jahre dotierten ERC Starting Grant des Europäischen Forschungsrats (European Research Council, ERC) für ihr Forschungsvorhaben „Localizing 4000 Years of Cultural History. Texts and Scripts from Elephantine Island in Egypt“. Mit zehn Projektmitarbeitern realisierte sie in diesem Vorhaben interdisziplinäre Forschung in Zusammenarbeit mit den Technik- und Naturwissenschaften. Das Projekt fand seinen Abschluss in der Ausstellung „Elephantine. Insel der Jahrtausende“ als Sonderausstellung des Ägyptischen Museums und Papyrussammlung – Staatliche Museen zu Berlin in Kooperation mit der Arab-German Young Academy of Sciences and Humanities (AGYA) im April 2024.
An der HU Berlin gründete sie zudem in Kooperation mit den staatlichen Museen zu Berlin ein „Neues Institut für Altorientalische und Hellenistische Religionsgeschichte“ (IAHRG), in dessen Vorstand sie mitwirkt.
Von 2006 bis 2011 war Lepper Mitglied der Jungen Akademie an der Berlin-Brandenburgischen Akademie der Wissenschaften und der Deutschen Nationalakademie Leopoldina. Im Rahmen des Programms 2008–2009 war sie Associate der stiftung neue verantwortung, Berlin. Von 2009 bis 2011 war sie Mitglied des wissenschaftlichen Beirats „Kleine Fächer“ der Hochschulrektorenkonferenz (HRK). 2013 gründete Verena Lepper die bilaterale „Arab-German Young Academy of Sciences and Humanities“ (AGYA), die sie seither an der Berlin-Brandenburgischen Akademie der Wissenschaften leitet. Lepper engagiert sich in verschiedenen Gremien für Wissenschaftspolitik und Kulturdiplomatie. Im Juni 2017 wurde sie mit dem Golden Plate Award der ägyptischen Academy of Scientific Research and Technology (ASRT) in Kairo ausgezeichnet. Seit 2009 ist sie Young Leader der Atlantik-Brücke, seit 2018 Mitglied. 2011 wurde Verena Lepper von der Initiative „Deutschland – Land der Ideen“ der Bundesregierung und des Bundesverbands der Deutschen Industrie, als eine von „100 Frauen von Morgen“ ausgezeichnet. Ferner wurde sie vom Weltwirtschaftsforum zum „2013 Young Scientist“ ausgezeichnet, als Anerkennung für ihre wissenschaftlichen und kuratorischen Leistungen im Bereich der Ägyptologie. Lepper ist Vorstandsmitglied des Harvard Club Berlin und Vertrauensdozentin der Studienstiftung des Deutschen Volkes. Gastprofessuren und -dozenturen führten sie an die Universitäten Harvard und Princeton. Verschiedene interdisziplinäre Sonderausstellungen konnte sie national (Berlin, Bonn) und international (z. B. Abu Dhabi, Doha, Harvard) realisieren.
Sie ist Mitglied im Verband der Wissenschaftlichen Katholischen Studentenvereine Unitas.

## Schriften
- Markus Witte, Jens Schröter & Verena Lepper (Hrsg.): Torah, Temple, Land. Constructions of Judaism in Antiquity, Texts and Studies in Ancient Judaism, Tübingen 2021, 320p.
- Verena M. Lepper (Hrsg.): Cinderella, Sindbad & Sinuhe. Arabisch-deutsche Erzähltraditionen, Berlin 2019, 360pp.
- Verena M. Lepper, Peter Deuflhard, Christoph Markschies (Hrsg.): Räume – Bilder – Kulturen, Veröffentlichung der Berlin-Brandenburgische Akademie der Wissenschaften, De Gruyter Verlag, Berlin 2015, 205 pp.
- Verena M. Lepper (Hrsg.): Persönlichkeiten aus dem Alten Ägypten im Neuen Museum, Michael Imhof Verlag, Berlin 2014, 192 pp.
- mit Roland Enmarch (Hrsg.): Ancient Egyptian Literature. Theory and Practice ( = Proceedings of the British Academy 188) Oxford University Press / British Academy 2013, ISBN 978-0-19-726542-0
- (Hrsg.): Forschung in der Papyrussammlung. Eine Festgabe für das Neue Museum, Ägyptische und Orientalische Papyri und Handschriften des Ägyptischen Museums und Papyrussammlung Berlin, Bd. 1, Akademie Verlag, Berlin 2012, ISBN 978-3-05-006039-2
- mit Ingelore Hafemann (Hrsg.): Karl Richard Lepsius. Der Begründer der deutschen Ägyptologie, Kadmos Kulturverlag, Berlin 2012, ISBN 978-3-86599-176-8
- (Hrsg.), Text: Richard Parkinson, Fotografien: Lisa Baylis: Four 12th Dynasty Literary Papyri (Pap. Berlin P. 3022-5). A photographic Record, Akademie Verlag, Berlin 2012, ISBN 978-3-05-005856-6
- mit Christina Hanus u. a.: Wegbereiter der Ägyptologie. Carl Richard Lepsius 1810-1884, Staatliche Museen zu Berlin, Berlin 2010, ISBN 978-3-88609-691-6
- Untersuchungen zu pWestcar. Eine philologische und literaturwissenschaftliche (Neu-)Analyse; mit einer Audio-Mp3-Datei der Performance des Textes auf CD-ROM, Harrassowitz Verlag, Wiesbaden 2008, ISBN 978-3-447-05651-9 (= Dissertation)
- mit Leo Depuydt (Hrsg.): H. J. Polotsky: Scripta posteriora on Egyptian and Coptic. Seminar für Ägyptologie und Koptologie, Göttingen 2007
- (Hrsg.): „After Polotsky“. New research and trends in Egyptian and Coptic linguistics. Seminar für Ägyptologie und Koptologie, Göttingen 2006